# 知的財産戦略大綱
知的財産戦略大綱（ちてきざいさんせんりゃくたいこう）は、2002年7月に知的財産戦略会議により決定された日本における知的財産政策の基本方針である。
知財の創造、保護、活用、人的基盤の充実の4分野について、大学等における知的財産の創造、実質的な「特許裁判所」機能の創出、摸倣品対策の強化、国際的な知的財産制度の調和、人材の育成など、知的財産立国を実現するために2005年度までに取り組むべき具体的課題を定めている。
現在までに、本大綱に基づいて、知的財産基本法の制定、知的財産戦略本部の設置、知的財産高等裁判所の設置等が行われている。